# Croton grandivelum
Espèce
 Croton grandivelum est une espèce de plantes à fleurs du genre Croton et de la famille des Euphorbiaceae, présente du Paraguay jusqu'au Brésil.
Il a pour synonyme :
- Croton agrarius var. algernonii, Baill., 1864
- Croton agrarius var. augustinianus, Baill., 1864
- Croton agrarius var. cremostachyus, Baill., 1864
- Croton agrarius var. echinocarpus, Baill., 1864
- Croton agrarius var. neuwiedii, Baill., 1864
- Croton algernonii, Baill., 1864
- Croton augustinianus, Baill., 1864
- Croton cremostachyus, Baill., 1864
- Croton echinocarpus, Baill., 1864
- Croton grandivelum var. algernonii, (Baill.) Müll.Arg., 1866
- Croton grandivelum var. augustinianus, (Baill.) Müll.Arg., 1866
- Croton grandivelum var. cremostachyus, (Baill.) Müll.Arg., 1866
- Croton grandivelum var. echinocarpus, (Baill.) Müll.Arg., 1866
- Croton grandivelum var. genuinus, Müll.Arg., 1866
- Croton grandivelum var. neuwiedii, (Baill.) Müll.Arg., 1866
- Croton grandivelum var. pannosus, Müll.Arg., 1873
- Croton pycnocarpus, Müll.Arg., 1865
- Oxydectes cremostachya, (Baill.) Kuntze